# Markus Zusak
Markus Zusak   (Sydney, 23 de juny de 1975) és un escriptor australià conegut internacionalment per les seves novel·les, especialment Cartes creuades i La lladre de llibres, aquesta darrera adaptada al cinema l'any 2013. S'adreça especialment a públic juvenil, concretament a joves adolescents. El seu llibre “La lladre de llibres” ha aconseguit un èxit remarcable entre el públic jove.

## Obres
- La lladre de llibres (2005)
- Getting the Girl (2003)
- Holiwi (2002)
- Fighting Ruben Wolfe (2001)
- The Messenger (2002)
- When Dogs Cry (2001)
- The Underdog (1999)